# Série 15 SNCB
Ne doit pas être confondu avec Type 15 (SNCB).
La série 15 est une série de cinq locomotives électriques polycourant commandée en 1962 par la SNCB pour pouvoir tracter les trains internationaux sur la ligne TEE Paris-Bruxelles-Amsterdam.

## Histoire
Ces cinq locomotives, construites par La Brugeoise et Nivelles en 1962 furent les premières locomotives bicourant commandées par la SNCB. Elles étaient conçues pour circuler sur le réseau électrifié en monophasé 25 kV 50 Hz du nord de la France, le 3000 V courant continu utilisé en Belgique et le 1500 V courant continu qui est la norme aux Pays-Bas. Avant 1971, elles étaient numérotées 150.001 à 150.005. 
Au début des années 1980, manquant de puissance pour tracter des trains TEE de plus en plus lourds, les motrices de série 15 ont été remplacées par les locomotives françaises CC 40100 entre Paris et Bruxelles, continuant cependant à effectuer la liaison Bruxelles-Amsterdam jusqu'à la fin des années 1980, où elles furent écartées faute de compatibilité avec le nouveau système de signalisation ATB mis en place aux Pays-Bas. Les locomotives de série 15 furent alors mises à la tête des trains internationaux entre Liège et Paris, tout en étant progressivement incorporées au service intérieur belge, notamment sur la ligne Ostende-Liège.

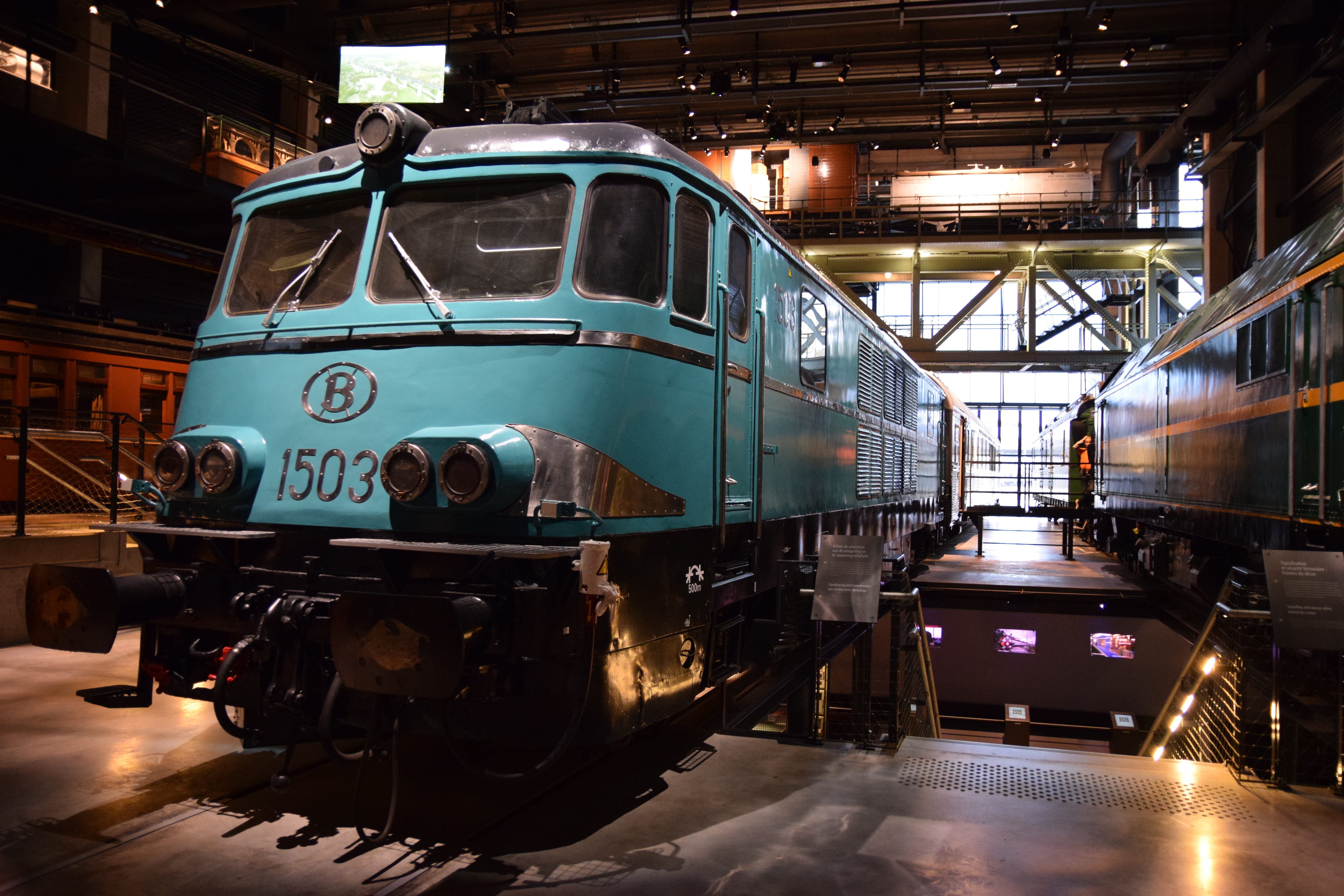
La 1503 au musée Train World

Alors que leur radiation approchait à grands pas (elles avaient été mises au parc en décembre 2000), les motrices de série 15 furent réactivées pour assurer des trains P (trains circulant uniquement aux heures de pointe pour renforcer le service) du trafic intérieur sur la ligne 42 (Liège -) Rivage - Gouvy (- Luxembourg) nouvellement électrifiées sous 25 kV, du fait du manque de motrices circulant sous cette tension. Elles servirent également à tracter quelques trains P sur d'autres lignes (Ostende - Bruxelles - Welkenraedt) ainsi que pour remorquer des trains de mesure.
Les derniers exemplaires assurèrent leurs ultimes parcours en 2009.
Deux exemplaires ont été conservés par la SNCB (1503), exposée à Train World et l'association PFT (1504).

## Modélisme
La série 15 a été reproduite à l'échelle HO par les firmes belges LS-Models et Olaerts, ainsi que par le fabricant italien Lima.